# Sadłowo-Parcele
Sadłowo-Parcele – wieś w Polsce położona w województwie mazowieckim, w powiecie żuromińskim, w gminie Bieżuń. Ma status sołectwa.
Wierni Kościoła rzymskokatolickiego należą do parafii św. Stanisława Biskupa Męczennika w Bieżuniu.
W latach 1975–1998 miejscowość położona była w województwie ciechanowskim.
W grudniu 2007 r. wykryto w tej miejscowości ognisko ptasiej grypy.